# 赤壁 (电影)
《赤壁》（日语：レッドクリフ）是一部2008年起上映的中国和日本合拍的中国历史题材电影，由香港导演吴宇森執導，亚洲各地知名演员金城武、梁朝偉、林志玲、張震、張豐毅、趙薇、胡軍、中村獅童等主演，林迪安、元奎、國建勇任動作指導，日本岩代太郎、东京都交响乐团负责电影配乐。從2005年展開籌備，2007年3月開拍，开拍前经历大规模演员角色调动。電影分上、下部，2008年7月10日电影上映（上部），2008年11月1日，电影（上部）在拥有广泛三国文化群众基础的日本545家電影院同时上映。電影下部《赤壁Ⅱ：决战天下》於2009年1月7日在中國首映。整部電影劇情以赤壁之戰（電影原名《赤壁之战》）等三國歷史故事為題材，包括《三國演義》孔明草船借箭及火燒連環船等情節。電影的前期投資者為保利華億，後期則為中影集團。该片获得日本每日電影獎最佳外语片奖，而导演吴宇森凭借该片获得第67届威尼斯电影节終身成就金獅獎和第12届上海国际电影节华语电影杰出贡献奖。

## 演出人員
| 演員              | 角色                           | 日语配音 | TVB粵語配音 |
| 金城武（ 日本）   | 諸葛亮                         | 东地宏树 | 黃啟昌      |
| 梁朝偉            | 周瑜                           | 山寺宏一 | 陳欣        |
| 林志玲            | 小喬                           | 冈宽惠   | 劉惠雲      |
| 張震              | 孫權                           | 平田广明 | 陳廷軒      |
| 張豐毅            | 曹操                           | 矶部勉   | 招世亮      |
| 趙薇              | 孫尚香                         | 朴璐美   | 鄭麗麗      |
| 胡軍              | 趙雲                           | 佐久田修 | 潘文柏      |
| 中村獅童（ 日本） | 甘興（代表甘寧，字興霸）       | 中村獅童 | 麥皓豐      |
| 尤勇              | 劉備                           | 玄田哲章 | 張炳強      |
| 巴 森             | 關羽                           | 楠大典   | 陳永信      |
| 臧金生            | 张飞                           | 广田行生 | 葉振聲      |
| 侯 勇             | 魯肅                           | 大川透   | 張錦江      |
| 张 山             | 黄盖                           | 高桑满   | 譚炳文      |
| 王 輝             | 曹洪                           | 山野史人 | 馮志輝      |
| 宋 佳             | 驪姬（虛構人物）               |          | 詹健兒      |
| 佟大為            | 孫叔才（虛構人物）             | 樱井敏治 | 張方正      |
| 師小紅            | 蔣幹                           | 檀臣幸   | 朱子聰      |
| 謝 鋼             | 華佗                           | 小岛敏彦 |             |
| 徐豐年            | 張遼                           |          |             |
| 郭 超             | 樂進                           |          |             |
| 胡曉光            | 夏侯雋（代表夏侯渊，虛構人物） | 浦山迅   | 劉昭文      |
| 崔玉貴            | 許褚                           |          |             |
| 姜 彤             | 李通                           |          |             |
| 馬 京             | 魏賁（虛構人物）               |          |             |
| 一 真             | 蔡瑁                           | 家中宏   | 劉奕希      |
| 賈宏偉            | 張允                           |          | 曹啟謙      |
| 趙成順            | 荀攸                           |          |             |
| 王早來            | 程昱                           |          |             |
| 王 寧             | 漢獻帝                         | 石田彰   | 曹啟謙      |
| 王慶祥            | 孔融                           | 小岛敏彦 | 黃子敬      |
| 李 鴻             | 甘夫人                         |          |             |
| 何 音             | 糜夫人                         |          |             |
| 王玉璋            | 程普                           |          | 盧國權      |
| 孟和烏力吉        | 關平                           |          |             |
| 孫鑫鈺            | 牧童                           |          |             |
| 馬精武            | 老漁夫                         |          |             |
| 葉 華             | 田田（小喬的侍女）             | 若原美紀 | 羅杏芝      |
| 陳長海            | 秦松                           |          |             |
| 張 毅             | 張昭                           |          |             |
| 吳 旗             | 顧雍                           |          |             |
| 傅祥瑞            | 阿斗                           |          |             |
| 何 豐             | 滿囤（曹军士兵）               |          |             |
| 李洪臣            | 病兵                           |          |             |

## 演員調動
原本計畫由劉德華或梁朝偉出演諸葛亮，后确定梁朝伟饰演诸葛亮，但梁朝伟因该角色台词多作出辞演的决定。最後該角色由金城武擔當演出。
原本計畫由周潤發飾演劉備，后决定周潤發飾演周瑜，或但因美國保險公司不同意周潤發律師所擬定的合同，周潤發辭演《赤壁》。最後由尤勇饰演劉備，由梁朝偉（原先辭演諸葛亮）飾演周瑜。
原本計畫由渡邊謙飾演曹操，該角色最後由張豐毅擔當演出。
原本計畫由邹兆龙飾演赵云，該角色最後由胡军擔當演出。
原本計畫由张静初飾演大乔或小乔，該角色最後由林志玲擔當演出。

## 票房
- 台灣方面，上部全台票房為新台幣1.65億元[28]；下部全台票房為新台幣1.4億元，成為2009年度華語片冠軍[29]。

## 獲獎

### 上部&國際版
| 頒獎典禮                    | 獎項               | 名字                             | 結果 |
| --------------------------- | ------------------ | -------------------------------- | ---- |
| 第3屆亞洲電影大獎           | 最佳特效           | Craig Hayes                      | 獲獎 |
| 第3屆亞洲電影大獎           | 最佳影片           |                                  | 提名 |
| 第3屆亞洲電影大獎           | 最佳導演           | 吳宇森                           | 提名 |
| 第32屆日本電影學院獎        | 最佳外語片         |                                  | 提名 |
| 第28屆香港電影金像獎        | 最佳藝術指導       | 葉錦添                           | 獲獎 |
| 第28屆香港電影金像獎        | 最佳服裝、化妝     | 葉錦添                           | 獲獎 |
| 第28屆香港電影金像獎        | 最佳原創音樂       | 岩代太郎                         | 獲獎 |
| 第28屆香港電影金像獎        | 最佳原創歌曲       | 岩代太郎、 李焯雄、阿蘭·達瓦卓瑪 | 提名 |
| 第28屆香港電影金像獎        | 最佳音響效果       | Roger Savage                     | 獲獎 |
| 第28屆香港電影金像獎        | 最佳特效           | Craig Hayes                      | 獲獎 |
| 第28屆香港電影金像獎        | 最佳影片           |                                  | 提名 |
| 第28屆香港電影金像獎        | 最佳導演           | 吳宇森                           | 提名 |
| 第28屆香港電影金像獎        | 最佳男主角         | 梁朝偉                           | 提名 |
| 第28屆香港電影金像獎        | 最佳女配角         | 趙薇                             | 提名 |
| 第28屆香港電影金像獎        | 最佳男配角         | 張豐毅                           | 提名 |
| 第28屆香港電影金像獎        | 最佳新演員         | 林志玲                           | 提名 |
| 第4屆香港電影導演會年度大獎 | 年度推介电影       |                                  | 獲獎 |
| 第4屆香港電影導演會年度大獎 | 年度杰出导演       | 吴宇森                           | 獲獎 |
| 第45屆台灣電影金馬獎        | 最佳男配角         | 胡軍                             | 提名 |
| 第45屆台灣電影金馬獎        | 最佳特效           |                                  | 提名 |
| 美國廣播影評人協會獎        | 最佳外語片         |                                  | 提名 |
| 拉斯維加斯影評人協會獎      | 最佳外語片         |                                  | 獲獎 |
| 芝加哥影評人協會獎          | 最佳外語片         |                                  | 提名 |
| 華盛頓影評人協會獎          | 最佳外語片         |                                  | 提名 |
| 第15屆美國衛星獎            | 最佳外語片         |                                  | 提名 |
| 第15屆美國衛星獎            | 最佳攝影           |                                  | 提名 |
| 第15屆美國衛星獎            | 最佳音響效果       |                                  | 提名 |
| 第15屆美國衛星獎            | 最佳藝術指導       |                                  | 提名 |
| 第15屆美國衛星獎            | 最佳服裝設計       |                                  | 提名 |
| 第15屆美國衛星獎            | 最佳特效           |                                  | 提名 |
| 美國音響工會獎              | 最佳外語片音響效果 |                                  | 提名 |
| 美國科幻電影學院土星獎      | 最佳國際影評       |                                  | 提名 |
| 美國科幻電影學院土星獎      | 最佳服裝           |                                  | 提名 |
| 美國科幻電影學院土星獎      | 最佳音樂           | 岩代太郎                         | 提名 |

### 下部
| 頒獎典禮             | 獎項         | 名字                             | 結果 |
| -------------------- | ------------ | -------------------------------- | ---- |
| 第29屆香港電影金像獎 | 最佳影片     |                                  | 提名 |
| 第29屆香港電影金像獎 | 最佳導演     | 吳宇森                           | 提名 |
| 第29屆香港電影金像獎 | 最佳女配角   | 趙薇                             | 提名 |
| 第29屆香港電影金像獎 | 最佳男配角   | 張震                             | 提名 |
| 第29屆香港電影金像獎 | 最佳原創歌曲 | 岩代太郎、李焯雄、 阿蘭·達瓦卓瑪 | 提名 |
| 第29屆香港電影金像獎 | 最佳音響效果 | Steve Burgess、吳江              | 獲獎 |
| 第29屆香港電影金像獎 | 最佳視覺效果 | Craig Hayes                      | 獲獎 |

## 主題曲

### 上部
| 曲序 | 曲目                                         |                            | 作曲     | 编曲     | 演唱          |
| ---- | -------------------------------------------- | -------------------------- | -------- | -------- | ------------- |
| 1.   | 心·戰 ～RED CLIFF～ （主題曲） | 李焯雄、松井五郎（日語版） | 岩代太郎 | 中野雄太 | 阿兰·达瓦卓玛 |

### 下部
| 曲序 | 曲目                                       |                            | 作曲     | 编曲     | 演唱          |
| ---- | ------------------------------------------ | -------------------------- | -------- | -------- | ------------- |
| 1.   | 赤壁 〜大江東去〜 （主題曲） | 李焯雄、松井五郎（日語版） | 岩代太郎 | 中野雄太 | 阿兰·达瓦卓玛 |

## 评价
历史学家李敖在《李敖语妙天下》中说道：“《赤壁》中的小乔应该是老乔，因为赤壁之战发生在建安13年，小乔出嫁是在建安3年，而古代都是早婚，十七八岁女子就出嫁了，那时候小乔已经30开外了。”
《赤壁》的发行海报被指有抄袭电影《300壯士：斯巴達的逆襲》的嫌疑。

## 外部連結
- 中文電影資料庫 - 赤壁 （页面存档备份，存于）
- 二十世紀福斯 - 【赤壁：決戰天下 Red Cliff II】中文官方網站
- 新浪娛樂 - 電影《赤壁》官方網站
- 新浪博客 - 華語電影《赤壁》的BLOG （页面存档备份，存于）
- 電影《赤壁》火燒戰船出意外，1武師死6傷，吳宇森聞噩耗返北京善後 （页面存档备份，存于）
- 中國影視資料館 - 赤壁 (2008)演員表
- 《赤壁》人物海报
- 《赤壁》工作人員&演員列表
- 電影《赤壁》CG 製作專訪 by CGVisual.com  （页面存档备份，存于）
- 香港影庫上《赤壁》的資料（繁體中文）
- 香港影庫上《赤壁2：决战天下》的資料（繁體中文）
- 互联网电影数据库（IMDb）上《赤壁》的资料（英文）
- 互联网电影数据库（IMDb）上《赤壁2：决战天下》的资料（英文）
- AllMovie上《赤壁》的资料（英文）
- Box Office Mojo上《赤壁》的資料（英文）
- 豆瓣电影上《赤壁》的資料 （简体中文）
- 豆瓣电影上《赤壁2：决战天下》的資料 （简体中文）
- Metacritic上《赤壁》的資料（英文）
- 爛番茄上《赤壁》的資料（英文）